# Гінсдейл (Іллінойс)
Гінсдейл (англ. Hinsdale) — селище (англ. village) в США, в округах Кук і Дюпаж штату Іллінойс. Населення — 17 395 осіб (2020).

## Географія
Гінсдейл розташований за координатами 41°48′2″ пн. ш. 87°55′41″ зх. д. / 41.80056° пн. ш. 87.92806° зх. д. (41.800683, -87.928172).  За даними Бюро перепису населення США в 2010 році селище мало площу 12,01 км², з яких 11,92 км² — суходіл та 0,09 км² — водойми.

## Демографія
Згідно з переписом 2010 року, у селищі мешкало 16 816 осіб у 5488 домогосподарствах у складі 4501 родини. Густота населення становила 1401 особа/км².  Було 5966 помешкань (497/км²).
Расовий склад населення:
| - 90,0 % — білих - 6,4 % — азіатів - 1,3 % — чорних або афроамериканців - 0,1 % — вихідців з тихоокеанських островів |

До двох чи більше рас належало 1,7 %. Частка іспаномовних становила 3,5 % від усіх жителів.
За віковим діапазоном населення розподілялося таким чином: 33,5 % — особи молодші 18 років, 55,0 % — особи у віці 18—64 років, 11,5 % — особи у віці 65 років та старші. Медіана віку мешканця становила 41,4 року. На 100 осіб жіночої статі у селищі припадало 95,6 чоловіків;  на 100 жінок у віці від 18 років та старших — 92,0 чоловіків також старших 18 років.
Середній дохід на одне домашнє господарство  становив 245 859 доларів США (медіана — 162 722), а середній дохід на одну сім'ю — 277 928 доларів (медіана — 194 879). Медіана доходів становила 152 412 долари для чоловіків та 96 250 доларів для жінок. За межею бідності перебувало 5,6 % осіб, у тому числі 6,8 % дітей у віці до 18 років та 3,9 % осіб у віці 65 років та старших.
Цивільне працевлаштоване населення становило 6822 особи. Основні галузі зайнятості: науковці, спеціалісти, менеджери — 27,5 %, освіта, охорона здоров'я та соціальна допомога — 21,4 %, фінанси, страхування та нерухомість — 17,2 %.